# Konstantinopler Handelsblatt
Das Konstantinopler Handelsblatt erschien von 1896 bis 1910.

## Inhalt
Das Konstantinopler Handelsblatt war eine deutschsprachige Zeitung im Osmanischen Reich.
Sein Hauptanliegen war es, deutsche, österreichisch-ungarische und schweizerische Wirtschafts- und Handelsinteressen in der Region zu fördern und Exporteure durch rechtzeitige Warnungen und entsprechende Mitteilungen vor Schaden zu bewahren. Es wurde vom Auswärtigen Amt in Berlin, der osmanischen Regierung und der neuen deutsch unterhaltenen Anatolischen Eisenbahn finanziell unterstützt. Sein Herausgeber war Hugo von Koeller. 
Das Konstantinopler Handelsblatt  berichtete vor allem über wirtschaftliche Themen in der Levante, wobei einige Artikel sehr umfassend recherchierte Inhalte und Übersichten enthielten.
Die Redaktion befand sich in Pera im europäischen Teil Konstantinopels am Tunnel Han 10.  Die Zeitung konnte auch im Deutschen Reich, in Österreich-Ungarn und der Schweiz, sowie in  Persien, Ägypten, Rumänien, Bulgarien und Südrussland erworben werden.
Die letzten Ausgaben erschienen 1910. Weitere deutschsprachige Zeitungen in der Stadt waren in dieser Zeit die Osmanische Post (1890–1895) und der Osmanische Lloyd (1906–1918).